# ロー・スクール (アメリカ合衆国)

米国における教育段階。プロフェッショナル・スクールに位置づけられる。

ロー・スクール（英: law school）は、アメリカ合衆国における法学教育機関である。法曹養成を主たる目的とする。通常、学士の学位を取得した上で入学する専門職養成大学院（プロフェッショナル・スクール）として位置づけられ、留学生などを除くと3年間のカリキュラムが一般的である。アメリカ合衆国における大学には一部限定された範囲で法律を中心に教育する学部はあるものの、日本の法学部に相当する課程は存在せず、したがって、ロー・スクールのJ.D. 課程に入学する学生の学部段階における専攻分野は様々であり、通常はロー・スクールに入学後に初めて学問としての法律に触れることとなる。
日本で2004年に導入された法科大学院制度は、アメリカのロー・スクール制度に範を取ったものである。
よって、2004年以降の日本では
- 「日本の法科大学院を『ロー・スクール』と通称する」
- 「アメリカのロー・スクールを『法科大学院』と和訳する」

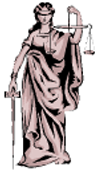
正義の女神

傾向がある。

## 沿革
開拓時代の合衆国では、法曹希望者のための専門教育機関というものはなく、英国へ渡り法曹院に通って教育を受けるものもいたが、ほとんどは実績のある弁護士のもとで、見習い法廷弁護士（ジュニア・バリスタ）や、法律家の見習い事務弁護士（ジュニア・ソリシタ）として働き、経験を積んだ後に勅選弁護士（クイーンズ・カウンセル）や、上級事務弁護士（ソリシタ・アドヴォケイト）として独立するのが一般的に通常であった。尚、勅選弁護士（クイーンズ・カウンセル）は自営業であり、上級事務弁護士（ソリシタ・アドヴォケイト）は英国弁護士会に属する法律事務所にてサラリーを得る従業員である。
独立戦争後になると、見習いや法律事務職員の教育を行っていた法律事務所が協力して、1784年、コネチカット州のリッチフィールド・スクールを始めに、各州に、ロー・スクールが姿を見せ始めた。
1865年に南北戦争が終わると、合衆国全土に鉄道が引かれ、著しい経済発達を遂げるようになり、それに応じて法的な需要が激増し、その需要に応じる形で、ロー・スクールの数も1850年の15校から、1900年には102校まで激増した。当時のロースクールは、講義形式の授業を採用しており履修期間も1年間と短かっただけでなく、学士課程を修了している必要もなく、各州の教育レベルは、まちまちで中には、弁護士試験が簡単なことに乗じて営利的で質の悪いものもままみられた。
そのような状況下で、1870年、ハーバード・ロー・スクールは、原則として学士の取得を条件とした上で、入学試験を厳格にし、1871年にはロー・スクールの履修期間を2年間に引上げ、1876年には更に3年間に引上げた。その上で、ケースブックを使用するケースメソッドと、教授と学生の議論を重視するソクラテス・メソッドを組み合わせることにより法的能力の向上を図るという教育革命を行なった。この形式の教育方法は、クリストファー・コロンブス・ラングデル教授によって発案されたためラングデル式教育方法と呼ばれたが、これが次第に全国に広がり、現在のロースクールの原型が作られた。

## カリキュラム・学位
アメリカ合衆国のロー・スクールは主として、アメリカ合衆国内の一般の学生を中心とする「英国L.L.B.・米国J.D.」の課程の学生と、合衆国外からの留学生等を中心とする「LL.M.」の課程の学生で構成されている。日本人の留学生はLL.M.の課程に入学することが大多数であるが、アメリカ合衆国において「ロー・スクール」という場合、一般的にはJ.D.の課程が念頭に置かれている。ロー・スクールに入学を希望する学生は各種メディアが公表しているロー・スクールのランキングを参考にする場合が多いが、J.D.の課程を評価したものである。
J.D.とLL.M.の構成比率は各ロー・スクールによって異なり、LL.M.が極めて少数のロー・スクールもある。また、後述のように、ロースクールによっては、「M.C.L.またはM.C.J.（比較法修士）」等の他の学位取得のための課程が別途存在し、合衆国外の各国から招聘された法学者の研究員や公官庁及び企業からの派遣者、提携大学における単位交換留学生等も授業等に参加している場合もある。
主要ロー・スクールにおいてJ.D.の学位を取得すれば、アメリカ合衆国の各州の司法試験受験資格が得られる。J.D.課程を修了した学生はいずれかの州の司法試験を受験し、弁護士等の法曹の道に進むのが大多数である。

### L.L.B.・J.D.課程・法務博士
ジュリス・ドクターは、メディカル・スクール（日本の医学部に相当）、ビジネス・スクール（経済・経営学大学院）と同様、学部卒業者を対象とする専門職養成大学院（プロフェッショナル・スクール）として設置されている。教育年限は通常3年であり、修了者にはジュリス・ドクターの学位が与えられる。
この学位は元来LL.B.と呼ばれていたものを1960年代にシカゴ大学ロー・スクールが名称変更したところ、他のロー・スクールも追随してこれにならったという経緯がある。この名称変更はメディカル・スクールの臨床医養成課程修了者に付与されるドクター・オブ・メディスンとの均衡を図り、ひいては法曹も医師と同様にドクターの敬称をもって呼ばれる社会慣行の確立を企図したものだった。ただし2020年現在の米国においても弁護士あるいはジュリス・ドクター保持者をドクター某と呼称する慣行は確立されていない。
アメリカ合衆国における大学には一部限定された範囲で法律を中心に教育する学部はあるものの、日本の法学部に相当する課程は存在せず、したがって、ロー・スクールのJ.D. 課程に入学する学生の学部段階における専攻分野は様々であり、通常はロー・スクールに入学後に初めて学問としての法律に触れることとなる。学部を卒業後、直ちにロー・スクールに進学する学生もいるが、企業等で数年働いた後に入学する学生も多い。J.D. 課程の学生は20歳代前半から後半にかけての学生が大半である一方で、法曹以外の分野で長年経験を積んできた者が転身してロー・スクールに入学する場合もある。
J.D.課程の入学者選抜においては学部段階における成績（GPA）に加え、LSAC により全米で統一して実施されるLSATのスコアが用いられる。「トップスクール」と呼ばれる一流大学のロースクールに入学するためには、学部試験及びLSATにおいて好成績を取得しなければならない。

### L.L.M.課程・法学修士
J.D.を取得した者やアメリカ合衆国外でJDに相当する法律教育を受けた者を対象として、LL.M. 課程を設置しているロー・スクールが多い。LL.M.課程は通常1年間の課程である。LL.M.課程の中には、J.D.を取得したアメリカ人学生を中心に教育するところもあるが、多くのロー・スクールにおいてはLL.M.課程は外国で法学教育を受けた者を主たる対象としている。
外国の学生がLL.M課程に入学するために、本国で最初の法曹教育を修了していることが要件とされ、卒業した教育機関の教員等からの推薦状が求められる。日本からの留学生の場合、この要件は、2010年までは日本の大学の法学部卒（学士（法学））、2011年以降は何らかの学士に加えて司法修習を修了したこと、あるいは、何らかの学士に加えて法科大学院を修了したことにより満たされる。また、英語を母国語としない入学希望者はロー・スクールが定める一定の基準を超えるTOEFLのスコアを取得することが要求される(上位50位までのほとんどのロースクールでは120点満点中100点以上が必要)。
日本人がロー・スクールに留学する場合、LL.M.課程に入学することが大多数である。日本の弁護士資格を有する者や、裁判所・検察庁を含む官公庁からの派遣公務員、日本の大手企業の法務部門の担当者等が目立つ。
ロー・スクールによっては修士の学位を比較法修士としているところもある。

### S.J.D.課程・法学博士
LL.M.修了者を対象とした法学博士課程もあるが、アメリカ人でこの課程に進学する者は稀であり大半は法学研究者をめざす外国人留学生である。S.J.D.との混乱を避けるために、ジュリス・ドクターは通常「法学博士」とは翻訳されない。

## ロー・スクールの授業
ロー・スクールにおける過半の授業ではラングデル式教育方法がとられている。そこでは、ケースブックと呼ばれる分厚い判例集がテキストに指定され、その内容に沿って授業が進められる。テキストの内容は様々ではあるが、事実認定については問題がない法律審の判例が選ばれ、法律についての簡単な解説がなされた後に、当該法律に関連する事例（判例）の判決文がそのまま掲載され、延々と判決原文が続くというものが多い。主要科目のケーステキストは概ね1,000ページ前後にも及び、重厚なものである場合が多い。教員によって授業の進度の違いはあるが、学生は、このケースブックを1科目につき、週平均40ページから100ページ程度を事前に読んで授業に臨むよう求められ、一人では到底消化ができないため何人かのグループを作り、そのメンバーで手分けをして予習し議論をした上で授業に臨むことが多い。
授業における教員のスタイルは学生と教員間での質疑・対話による進行（ソクラテス・メソッドと呼ばれる）を徹底して用いるのが伝統的なものであるが、ラングデル式は学生のプライドを傷つけ、過度に競争心を煽るものであるなど批判も多い。そのため、近時は、教員が主に内容を解説する講義方式の授業を行う教員がいるなど、内容に応じて様々であるが、一般に、教員が授業中に学生を指名して問いを投げかけたり、学生が挙手して教員に質問したりする頻度は高く、そのようなやり取りにおける積極性・内容を高く評価する評価システムがとられている場合が多い。
このように、ロー・スクールの授業内容は、法を学ぶというより、法律家として考える方法を学ぶことを主たる目的としているが、それは、過度にアカデミックで実務には役に立たないと批判されており、ほとんどの大手の事務所では採用した新人弁護士に独自に研修を行なっている。

### 成績評価など
ロー・スクール修了者の絶対数が多いため、単に学位を得たことのみならず、学校の評判や在学中の成績が修了生の将来に影響する。J.D.課程に所属する多くの学生は、1年目から就職活動を開始する。アメリカ合衆国のロー・ファームは一般に、契約法、憲法等の基礎科目が組まれる1年次の学生の成績を選考の材料としている。それゆえに、大手ないしは著名ロー・ファームへの就職を目指す学生は1年目に優秀な成績を収めようと必死に努力する。J.D.課程の学生は1年次、2年次の夏休み期間（通常、学期は9月開始、5月終了となる）にローファームなどでインターンを行うが、優秀な学生は、大手ロー・ファームにサマー・クラークとして勤務し、そのまま同じファームに就職するという場合もある。
ロー・スクールの2年次、3年次では比較的専門性の高い科目がカリキュラムとして組まれ、学生はそれぞれ進路によって科目を選択することとなる。この時点で、既に就職先の決まった学生も多いため、1年目に比べれば多少のゆとりがある。大手ロー・ファームでのパートナー弁護士を目指す学生はロー・スクールで成績上位者に与えられる賞を取得することが1つのステータスとなるため、優秀な成績を収めるために昼夜努力している。

### ローレビューの編集委員
1年次の成績優秀者から、大学出版の法律雑誌（ロー・レビュー）の編集委員が選ばれる。編集委員の制度は各大学に共通して見られるもので法曹関係者を中心にその存在の認識度は高く、有名大学の編集委員であったという実績は、学生時代の優秀さを示すキャリアとして高く評価されるため、編集委員をめぐる競争は極めて激しい。アメリカにおける州最高裁判所調査官は、ロー・スクールを修了したばかりの法曹が1年交代で務めるのが通例であるが、その調査官も通常は有名大学の編集委員経験者から選ばれる。

## アメリカABA認定のロースクール
（**は公立）
- イェール・ロー・スクール (YLS)
- ハーバード・ロー・スクール (HLS)
- スタンフォード・ロー・スクール (SLS)
- コロンビア・ロー・スクール (CLS)
- シカゴ大学・ロー・スクール (UChicago Law)
- ニューヨーク大学・ロー・スクール (NYU Law)
- ペンシルベニア大学ロースクール (Penn Law)
- デューク大学ロースクール (Duke Law)
- カリフォルニア大学バークレー校ロースクール (Berkeley Law)**
- ミシガン大学ロースクール (Michigan Law)**
- バージニア大学ロースクール (Virginia Law)**
- ノースウェスタン大学ロースクール (Pritzker School)
- コーネル大学ロースクール (Cornell Law)
- ジョージタウン大学ローセンター (GULC)
- カリフォルニア大学ロサンゼルス校ロースクール**
- テキサス大学オースティン校ロースクール**
- セントルイス・ワシントン大学ロースクール
- ヴァンダービルト大学ロースクール
- エモリー大学ロースクール
- ジョージワシントン大学ロースクール
- ミネソタ大学ロースクール**
- 南カリフォルニア大学ロースクール
- ワシントン大学ロースクール（ワシントン州）**
- ウィリアム・アンド・メアリー大学ロースクール**
- ジョージア大学ロースクール**
- ノースカロライナ大学チャペルヒル校ロースクール**
- ブリガムヤング大学ロースクール
- オハイオ州立大学ロースクール**
- フロリダ大学ロースクール**
- ウェイクフォレスト大学ロースクール
- ノートルダム大学ロースクール
- ボストン大学ロースクール
- ボストンカレッジ・ロー・スクール
- フォーダム大学ロースクール
- アリゾナ州立大学ロースクール**
- ジョージ・メイソン大学ロースクール**
- ユタ大学ロースクール**
- アラバマ大学ロースクール**
- アイオワ大学ロースクール**
- カンザス大学ロースクール**
- ウィスコンシン大学ロースクール**
- ワシントン・アンド・リー大学ロースクール
- イリノイ大学アーバナ・シャンペーン校ロースクール**
- インディアナ大学ブルーミントン校ロー・スクール**
- ペパーダイン大学ロースクール
- メリーランド大学ロースクール**
- アリゾナ大学ロースクール**
- コロラド大学ロースクール**
- ウェイン州立大学ロースクール**
- カリフォルニア大学ヘイスティングス校ロースクール**
- カリフォルニア大学デービス校ロースクール**
- ヒューストン大学ローセンター**
- アメリカン大学ワシントン・ロースクール
- シラキュース大学ロースクール
- チャップマン大学ロースクール

## 学費
ロースクールの学費は概ね高額であり、奨学金や学資ローンが必要になる場合もある。学費は、ランキングが上位である名門スクールほど高額になる傾向があり、諸費用を含めた年間授業料は、イェール・ロースクールで 53,000ドル前後、ハーバード・ロースクールやスタンフォード・ロースクールでも 50,000ドル超となっている。
また、特に上位のロースクールでは、州立大学でも学費は私立大学とそれほど変わらない程度に高額である場合が多いが、州立大学の場合には、州民とそれ以外を区別し、州民の学生には優遇された学費が適用される。
上位のロースクールに進学する場合は修了後に高額の給与を受け取る可能性が高いので金融機関も低利などの好条件で学資を貸し付けてくれる傾向にある。

## 修了者の進路
ナショナル･ロー・ジャーナル誌によれば、LS修了者の40％は学生ローンを延滞し、その結果29％が集金手数料を追徴されている。この割合は、医学、工学、経営などの大学院の修了生より高い。よって、何らかの学生ローンを借りている学生の三人に一人は一度は延滞している。
全米法律専門職教会は全米のロースクールの就職状況を調査した年鑑を発刊している。2009年の年鑑によると、44,000人のロースクール修了生のうち、八割弱である35,002名は、終了後9ヶ月以内に、何らかの形で、つまりフルタイムかパートタイムで就職したと申告している。就職した回答者のうち25％以上は任期付の地位にあり、何らかの常勤の雇用(法律以外の職種を含む)を得た者は六割以下にとどまる。修了生の45％だけが常勤の弁護士として雇用されており、フルタイムの常勤弁護士となった者は四割以下にとどまる。
加えていくつかのロースクールは就職した修了生のみに進路について報告するよう求めている。回答者の39パーセントは法曹としては働いておらず、軍、官公庁、企業、またはロースクール入学前の職種で働いている。残りの61％（修了生の34％）は弁護士として受け取る初任給について報告しているが、その額は二極分化している。弁護士就職者の34％の初任年収が45,000ドルから65,000ドルである一方、25％は約160,000ドルの初任年収を得ている。結果として、弁護士の平均的な給与を受けるものは非常に少ない。加えて86％の法律家が司法試験合格後六か月後以降に勤務を開始したと申告している。
全米法律専門職教会によると160,000ドル前後の年収を得る弁護士は全修了生の8パーセントに過ぎない。これは、上位10％の弁護士が、スーパーロイヤーとされてきたことを反映している。スーパーロイヤーはトップ10校のロースクール修了生のトップ10％であり、160,000ドルを稼いでいる。

## 各州の司法試験
アメリカ法曹協会（ABA）認定のロー・スクールと非認定のロー・スクールがあり、アメリカ合衆国の各州の司法試験を受験するためには認定校のJD取得者であることが必要とされる。カリフォルニア州では例外的に非認定校の修了生にも受験を認めている。また、非認定のロースクール修了生が一定期間弁護士事務所等で法律実務の経験を積む事で司法試験の受験資格を得られる州もある。
州の司法試験では、各州共通分野から出題される択一試験と州法の分野から出題される試験がある。大部分の州で7月末と2月末の年2回実施される。ロー・スクール在学中は事実上受験勉強がほとんどできないので、修了後試験までの間に司法試験予備校に通う受験生がほとんどである。
LL.M.を取得した外国人はニューヨーク州やカリフォルニア州など、いくつかの州で司法試験の受験資格を得ることが可能である。このため、ニューヨーク以外の州にある大学のロー・スクールのLL.M.を取得した場合においても、ニューヨーク州の司法試験を受験し、同州の弁護士資格を取得する学生が多い。現在では、日本とニューヨーク州の弁護士資格双方を有する者の数が年々増加している。
LL.M.の資格はアメリカの大学の日本校が提供しているプログラムにより取得することが可能となっている。この中には、テンプル大学ジャパンキャンパスのロー・スクールプログラムなどが挙げられる。